# Wayne LaPierre
Wayne Robert LaPierre, Jr. (nacido el 8 de noviembre de 1949 en Schenectady, Nueva York) es un activista y empresario estadounidense partidario del derecho a tener y llevar armas. Es más conocido por su posición como vicepresidente ejecutivo de la Asociación Nacional del Rifle (NRA) desde 1991.